# 吉祥寺シアター
吉祥寺シアター（きちじょうじシアター、英語：Kichijoji Theatre）は、東京都武蔵野市にある小劇場である。2005年5月21日に開場した。総客席数239席。

## 概要
東京都武蔵野市が設置する公益財団法人武蔵野文化生涯学習事業団が運営する。若者の街というイメージの強い吉祥寺の個性を活かし、現代演劇やダンスなどのジャンルに特化した公立では珍しい単館小劇場となる。
特定の芸術監督は置かない。初代の支配人は元・夢の遊眠社メンバーの箕島裕二で、開館に先立つインタビューでは「ごった煮感のある劇場にしたい。ベニサン・ピットとシアタートラムを足したようなイメージ」と話している。
劇場の設計は東京国際フォーラムなどを手がけた建築家の佐藤尚巳である。空気清浄の機能も持つ竹炭の塗料を壁面に用いたブラックボックスタイプとなっている。
最大2ヵ月の連続使用が可能で長期公演に対応している。5日以上の使用からは割り引き料金が適用される。武蔵野市の芸術団体として登録されていればさらに割り引きとなる。

## 入居施設
外観は3階建てマンション風だが、内部は中央の舞台を中心に吹き抜け構造になっており、周囲の回廊部分にカフェ、2つの楽屋控室、シャワー施設、舞台と同サイズの稽古場、オフィスなど劇場に必要な施設がコンパクトに配置されている。搬入口は奥行き7メートル、高さ3.6メートル、幅4.5メートルと同規模の施設としては比較的大きい。
- 1階：エントランス、カフェ（吉祥なおきち）
- 2階：稽古場、バルコニー席
- 中2階：事務室
- 3階：稽古場

## 休館日
原則毎月最終火曜日。年末年始（12月29日～1月3日）。その他、施設の保守点検日。